# TimeGate Studios
TimeGate Studios war ein in den Vereinigten Staaten ansässiges Entwicklerstudio. 

## Geschichte
Nach Problemen bei der Co-Produktion von Aliens: Colonial Marines wurden Mitarbeiter entlassen. In einem Rechtsstreit mit einem Verleger drohte das Studio zudem die Marke Section 8 zu verlieren. Wenig später war TimeGate insolvent und entließ alle Mitarbeiter.

## Ludographie
- Kohan: Immortal Sovereigns – (2001)
- Kohan: Ahriman's Gift – (2001)
- Kohan II: Kings of War – (2004)
- Axis & Allies – (2004)
- F.E.A.R: Extraction Point – (2006)
- F.E.A.R.: Perseus Mandate – (2007)
- F.E.A.R. Files – (2007)
- Section 8 – (2009)
- Section 8: Prejudice – (2011)
- Aliens: Colonial Marines – (2013)